# Honda CB 1100F
La Honda CB 1100F è una di motocicletta prodotta dalla casa motociclistica giapponese Honda dal 1982 al 1984.

## Descrizione
Nel 1982 Honda presentò la CB 1100F, parzialmente derivata dalla Honda CB 1100R da competizione ed erede della CB 900F. Oltre a uno schema di verniciatura bicolore particolare, la CB 1100F utilizzava camme con diversa profilatura, pistoni più grandi con alesaggio maggiorato, una migliore carburazione con quattro carburatori Keihin CV da 34 mm e una camera di combustione ridisegnata. La CB 1100F produceva 108 CV a 8500 giri/min. Il cruscotto presentava un quadro strumenti con tachimetro a fondo scala da 150 mph o 240 km/h e manubrio regolabile in due pezzi. Anche le ruote con pneumatici tubeless erano nuove, misurando all'anteriore 18 pollici x 2,50 pollici e al posteriore 17 pollici x 3 pollici. I test della rivista Cycle World dell'epoca, misurarono un tempo con partenza da fermo nel quarto di miglio coperto in 11,13 secondi con velocità di uscita pari a 120,48 mph e sempre con partenza da fermo di mezzo miglio con velocità d'uscita di 141 mph, venendo definita dai collaudatori come la "moto di serie più veloce mai testata".
La CB1100F era esportata in diversi mercati, come Stati Uniti, Canada, Europa e Australia. Negli Stati Uniti era disponibile con una mini carenatura e ruote fuse in un unico pezzo. Sugli altri mercati non era disponibile la carenatura e le ruote erano delle Comstar "boomerang" di colore oro, simili a quelle della Honda CB 1100R. Inoltre la posizione di guida era più sportiva rispetto al modello americano, con pedane e comandi arretrati e manubrio ribassato. 
Nel 2007 la Honda ha presentato due concept: la CB1100R e la CB1100F. Entrambe ricordavano molto l'originale CB 1100F, caratterizzate all'avere doppi ammortizzatori posteriori con serbatoi dell'olio separati. Honda ha presentato un altro concept al Tokyo Motor Show 2009, sempre inspirato alla moto, chiamato CB1100.
Nel 2013 Honda, rifacendosi ai concept degli anni precedenti, ne ha iniziato a vendere negli Stati Uniti una versione di serie chiamata Honda CB 1100, che riprende alcune peculiarità della vecchia antenata CB 1100F tra cui l'estetica e il raffreddamento ad aria.